# Виноградный (Новоалександровский район)
Виногра́дный — посёлок в Новоалександровском районе (городском округе) Ставропольского края России. Находился в составе сельское поселение Присадовый сельсовет (упразднено 1 мая 2017 года).

## География
Расстояние до краевого центра: 73 км. Расстояние до районного центра: 4 км.

## Население
| 1989 | 2002 | 2010 | 2014 | 2023 |
| ---- | ---- | ---- | ---- | ---- |
| 369  | ↗419 | ↘409 | ↘400 | ↘359 |

По данным переписи 2002 года, 93 % населения — русские.

## Образование
- Детский сад № 7 «Светлячок»[9]

## Инфраструктура
Проблема с питьевой водой.

## Археология
В июле 2013 года близ посёлка местные жители нашли две каменных фигуры эпохи средневековья. На возвышенности берега реки Расшеватки в глиняном карьере обнаружили каменные стелообразные мужские изваяния (высота 74 и 91,5 см). Изваяния принадлежали тюркоязычным кочевникам-степнякам. Каменные изображения предков устанавливались на земляные курганы, возводимые над могилами умерших.